# Valentine's Day (píseň, David Bowie)
„Valentine's Day“ je píseň anglického hudebníka Davida Bowieho. Poprvé vyšla na jeho čtyřiadvacátém albu The Next Day v březnu roku 2013. Dne 19. srpna 2013 vyšla také jako singl, na jehož B-straně byla píseň „Plan“. Autorem písně je sám Bowie, produkoval ji spolu se svým dlouholetým spolupracovníkem Tonym Viscontim. Kromě Bowieho, který zpívá a hraje na elektrickou kytaru, hráli v původní verzi také Earl Slick (akustická kytara), Tony Visconti (baskytara) a Sterling Campbell (bicí). K písni byl rovněž natočen videoklip, jehož režiséry byli Indrani a Markus Klinko. Velšský hudebník a skladatel John Cale představil píseň ve vlastním aranžmá při poctě Bowiemu na BBC Proms dne 29. července 2016.